# Halichoeres malpelo
Halichoeres malpelo là một loài cá biển thuộc chi Halichoeres trong họ Cá bàng chài. Loài này được mô tả lần đầu tiên vào năm 1992.

## Từ nguyên
Từ định danh malpelo được đặt theo tên gọi của đảo Malpelo (Colombia), nơi đầu tiên, và cũng là nơi duy nhất mà loài cá này được biết đến.

## Phạm vi phân bố và môi trường sống
Như đã đề cập ở trên, H. malpelo là loài đặc hữu của đảo Malpelo (Colombia). H. malpelo sống trên nền đáy cát và đá gần các rạn san hô ở độ sâu khoảng 7–20 m.

## Bị đe dọa
Hiện tượng El Niño và dao động phương Nam ngày càng tăng ở Đông Thái Bình Dương đã dẫn đến tình trạng nước quá ấm và nghèo dinh dưỡng trong thời gian dài, ảnh hưởng đến rất nhiều loài sinh vật sống ở vùng nước nông, đặc biệt ở các hòn đảo ngoài khơi. Bên cạnh đó, H. malpelo có phạm vi nhỏ hẹp nên được xếp vào Loài sắp nguy cấp.

## Mô tả
H. malpelo có chiều dài cơ thể lớn nhất được ghi nhận là 18 cm. Cá đực trưởng thành có màu xanh lục lam nhạt. Mống mắt màu đỏ hồng. Vây đuôi sẫm đen ở rìa sau. Cá cái có màu hồng, ngoại trừ vùng đầu màu vàng và bụng có vệt trắng lớn. Cá con có màu trắng với 2 dải sọc ngang màu đỏ với một đốm đen ở ngay góc sau của nắp mang.
Số gai ở vây lưng: 9; Số tia vây ở vây lưng: 12; Số gai ở vây hậu môn: 3; Số tia vây ở vây hậu môn: 12; Số tia vây ở vây ngực: 13; Số gai ở vây bụng: 1; Số tia vây ở vây bụng: 5; Số vảy đường bên: 27.